# Natação nos Jogos Pan-Americanos de 2007 - 200 m medley masculino
O evento dos 200 m medley masculino nos Jogos Pan-Americanos de 2007 foi realizado no Rio de Janeiro, Brasil, com a final realizada em 20 de julho de 2007.
Nesta prova, Bradley Ally ganhou a primeira medalha de seu país na natação em Jogos Pan-Americanos.

## Medalhistas
| Ouro   | BRA Thiago Pereira  |
| Prata  | USA Robert Margalis |
| Bronze | BAR Bradley Ally    |

## Resultados

### Final
| Posição | Nadador         | País                  | Tempo   | Nota   |
| ------- | --------------- | --------------------- | ------- | ------ |
| 1       | Thiago Pereira  | BRA Brasil            | 1:57.79 | CR, SA |
| 2       | Robert Margalis | USA Estados Unidos    | 2:00.69 |        |
| 3       | Bradley Ally    | BAR Barbados          | 2:00.96 |        |
| 4       | Keith Beavers   | CAN Canadá            | 2:01.36 |        |
| 5       | Geoff Rathgeber | USA Estados Unidos    | 2:02.58 |        |
| 6       | Nicholas Bovell | TRI Trinidad e Tobago | 2:03.02 |        |
| 7       | Jeremy Knowles  | BAH Bahamas           | 2:03.71 |        |
| 8       | Diogo Yabe      | BRA Brasil            | 2:05.72 |        |